# Timbres e Temperos
Timbres e Temperos é um álbum de estúdio colaborativo de Patrícia Bastos, Enrico de Miceli e Joãozinho Gomes, lançado em 26 de novembro de 2021.

## Desenvolvimento
Os produtores consideram Timbres e Temperos "uma ode à estética e à vida da floresta e aos ritmos da Amazônia".

Isso nos possibilita fazermos uma clara e verdadeira homenagem [...], assim como na bela e rica história da música popular brasileira,  por isso o título Timbres e Temperos,  do mesmo modo que nos possibilita a consolidarmos a nossa esmerada e amorosa parceria. — Joãozinho Gomes sobre o álbum

## Lançamento e divulgação
O álbum foi lançado digitalmente através das plataformas digitais no dia 26 de novembro de 2021. Para a divulgação, foi iniciada uma turnê, onde primeira capital a receber o trio foi São Luís, em abril, seguindo-se Manaus, Macapá, Belém, Palmas, ambos em junho, Teresina em setembro, com o encerramento em novembro no Theatro Hélio Melo em Rio Branco. Fora da turnê, Timbres e Temperos ainda teve uma apresentação especial no encerramento do 20º Festival de Inverno de Garanhuns, em julho.

## Créditos
Céditos adaptados.
- Dante Ozzetti - direção musical e arranjos
- Guilherme Held - guitarra e efeitos
- Fi Maróstica - contrabaixo
- Trio Manari - percussão
- Edson Costa - guitarra
- Fabinho - violão
- Alan Gomes - baixo
- Nena Silva - percussão
- Hian Moreira - bateria

## Lista de faixas
| N.º            | Título                   | Compositor(es)                                               | Duração |  |
| 1.             | "Dançando com Oxum"      | Enrico de Miceli Joãozinho Gomes                             | 3:21    |  |
| 2.             | "Mandala a Mandela"      | Enrico de Miceli Joãozinho Gomes                             | 3:49    |  |
| 3.             | "Encontro dos Tambores"  | Cléverson Baía Enrico de Miceli Joãozinho Gomes Leandro Dias | 4:43    |  |
| 4.             | "Estamparia"             | Enrico de Miceli Jorge Andrade                               | 3:20    |  |
| 5.             | "Maniva"                 | Enrico de Miceli Joãozinho Gomes                             | 4:18    |  |
| 6.             | "A Chiquinha é Chique"   | Enrico de Miceli Joãozinho Gomes                             | 2:47    |  |
| 7.             | "O Meu Coração Benedito" | Enrico de Miceli Joãozinho Gomes                             | 3:39    |  |
| 8.             | "Timbres e Temperos"     | Enrico de Miceli Joãozinho Gomes                             | 3:05    |  |
| 9.             | "Amo à Beça"             | Enrico de Miceli Joãozinho Gomes                             | 3:38    |  |
| 10.            | "Filosofia Fula"         | Enrico de Miceli Joãozinho Gomes                             | 3:15    |  |
| Duração total: | Duração total:           | Duração total:                                               | 35:59   |  |